# Cophixalus bombiens
Espèce
Statut de conservation UICN

 NT  : Quasi menacé
Cophixalus bombiens est une espèce d'amphibiens de la famille des Microhylidae.

## Répartition
Cette espèce est endémique du Nord-Est du Queensland en Australie. Son aire de répartition concerne une zone de taille réduite, à mi-chemin entre Cooktown et Port Douglas. Elle est présente entre 900 et 1 300 m d'altitude,.

## Description
Cophixalus bombiens mesure jusqu'à 15 mm pour les mâles et jusqu'à 17 mm pour les femelles.

## Étymologie
Son nom d'espèce, du latin bombiens, « bourdonnement », lui a été donné en référence à l'appel caractéristique des mâles.

## Publication originale
- Zweifel, 1985 : Australian Frogs of the family Microhylidae. Bulletin of the American Museum of Natural History, vol. 182, p. 265-388 (texte intégral).